# جين سميث (لاعب كرة قدم أمريكية)
جين سميث (بالإنجليزية: Gene Smith)‏ هو لاعب كرة قدم أمريكية أمريكي، ولد في 25 سبتمبر 1905 في مونتغومري في الولايات المتحدة، وتوفي في 10 ديسمبر 1979 في أتلانتا في الولايات المتحدة.